# Mistrovství Evropy v judu 2020
Mistrovství Evropy ve váhových kategoriích v judu v roce 2020 proběhlo v Praze v O2 areně ve dnech 26. až 28. listopadu 2020.

## Informace a program turnaje
- seznam účastníků

- ČT – 26. 10. 2020 – superlehká váha (−60 kg, −48 kg), pololehká váha (−66 kg, −52 kg), lehká váha −57 kg)
- PÁ – 27. 10. 2020 – lehká váha (–73 kg), polostřední váha (−81 kg, −63 kg), střední váha (−70 kg)
- SO – 28. 10. 2020 – střední váha (−90 kg), polotěžká váha (−100 kg, −78 kg), těžká (+100 kg, +78 kg)

## Výsledky – váhové kategorie

### Muži
| Kategorie | Podrobně | Zlato                    | Stříbro                  | Bronz                    | Bronz                    |
| --------- | -------- | ------------------------ | ------------------------ | ------------------------ | ------------------------ |
| −60 kg    | podrobně | Robert Mšvidobadze (RUS) | Jago Abuladze (RUS)      | Francisco Garrigós (ESP) | Jorre Verstraeten (BEL)  |
| −66 kg    | podrobně | Orchan Safarov (AZE)     | Tal Flikr (ISR)          | Kilian Le Blouch (FRA)   | Denis Vieru (MDA)        |
| −73 kg    | podrobně | Victor Sterpu (MDA)      | Laša Šavdatuašvili (GEO) | Tommy Macias (SWE)       | Rustam Orudžov (AZE)     |
| −81 kg    | podrobně | Tato Grigalašvili (GEO)  | Ivajlo Ivanov (BUL)      | Matthias Casse (BEL)     | Luka Majisuradze (GEO)   |
| −90 kg    | podrobně | Michail Igolnikov (RUS)  | Nemanja Majdov (SRB)     | Beka Gvinyjašvili (GEO)  | Mammadali Mehdijev (AZE) |
| −100 kg   | podrobně | Peter Palčik (ISR)       | Arman Adamjan (RUS)      | Jorge Fonseca (POR)      | Zelim Kocojev (AZE)      |
| +100 kg   | podrobně | Tamerlan Bašajev (RUS)   | Inal Tasojev (RUS)       | Levan Matyjašvili (GEO)  | Guram Tušišvili (GEO)    |

### Ženy
| Kategorie | Podrobně | Zlato                        | Stříbro                     | Bronz                         | Bronz                       |
| --------- | -------- | ---------------------------- | --------------------------- | ----------------------------- | --------------------------- |
| −48 kg    | podrobně | Shirine Boukliová (FRA)      | Andrea Stojandinovová (SRB) | Distria Krasniqiová (KOS)     | Katharina Menzová (GER)     |
| −52 kg    | podrobně | Odette Giuffridaová (ITA)    | Andreea Chițuová (ROU)      | Estrella Lópezová (ESP)       | Charline Van Snicková (BEL) |
| −57 kg    | podrobně | Hedvig Karakasová (HUN)      | Telma Monteirová (POR)      | Sarah-Léonie Cysiqueová (FRA) | Theresa Stollová (GER)      |
| −63 kg    | podrobně | Clarisse Agbegnenouová (FRA) | Magdaléna Krššáková (AUT)   | Juul Franssenová (NED)        | Martyna Trajdosová (GER)    |
| −70 kg    | podrobně | Margaux Pinotová (FRA)       | Sanne van Dijkeová (NED)    | Marie-Eve Gahiéová (FRA)      | Madina Tajmazovová (RUS)    |
| −78 kg    | podrobně | Madeleine Malongaová (FRA)   | Luise Malzahnová (GER)      | Loriana Kukaová (KOS)         | Karla Prodanová (CRO)       |
| +78 kg    | podrobně | Romane Dicková (FRA)         | Iryna Kindzerská (AZE)      | Jelyzaveta Kalaninová (UKR)   | Rochele Nunesová (POR)      |